# Melody Fox
Melody Giselly Fox (Los Angeles, Califórnia, 14 de julho de 1989) é uma produtora e cantora estadunidense,
Se lançou Independimente com seu single de estreia chamado Back Up que dominou o mundo MZW, o single é o segundo mais vendido de todos os tempos, virando uma das maiores cantoras de todos os tempos.

## Biografia e carreira

### 1995 — 1998: Infância
Melody Giselly Fox nasceu na cidade de Los Angeles em 14 de julho de 1989, vem de família afro-americana, já fez comerciais como também já participou de algumas séries quando era bebê.

### Carreira
Se lançou em 2011 lançando dois singles simultaneos, "Just Like a Poison" & "Back Up", que bombaram no tempo, Back Up liderou e Just Like a Poison teve seu peak de 4#, depois tendo um rivalidade muito agressiva com Aisha, tendo processo e tudo, depois Melody lançou o seu terceiro single Your Boo que liderou por 4 semanas consecutivas, depois, Melody anunciou que o nome do álbum seria "DIVA" que foi lançado em breve & já vende cerca de 5 milhões e meio só nos Estados Unidos, Shock of Sensuality foi o quarto single, pegando a 3# posição.
Atualmente ela trabalha no novo álbum, primeiro single foi "Psychologically" tendo uma divulgação monstra, pegou 1# por 3 semanas, o álbum que se chama Jar of Hateful, debutou batendo recorde de maior venda no debut, o segundo single Dance Floor já pegou 1# e com recorde de maior vendagem em uma semana.

### Singles
| 2011 | Back Up             | 1 | - | - |
| 2011 | Just Like a Poison  | 4 | - | - |
| 2011 | Your Boo            | 1 | - | - |
| 2011 | Shock of Sensuality | 3 | - | - |
| 2012 | Psychologically     | 1 | 1 | - |
| 2012 | Dance Floor         | 1 | 1 | 1 |